# Oğrubulaq
Oğrubulaq è un comune dell'Azerbaigian situato nel distretto di Cəlilabad. Conta una popolazione di 235 abitanti.